# Waga Seishun No Arcadia: Mugen Kido SSX
Waga Seishun No Arcadia: Mugen Kido SSX és una sèrie d'anime protagonitzada pel Capità Harlock emesa el 1982. És la seqüela de la pel·lícula Waga Seishun no Arcadia. Aquesta sèrie d'anime repetiria l'equip que va crear la primera sèrie d'anime.

## Argument
Harlock i els seus amics, Mime, Tochiro i Emeraldas, són declarats proscrits pel govern terrestre ocupat per l'imperi Illumidas. Els protagonistes cerquen un paradís on tota la humanitat puga viure lliure. Durant el viatge descobreixen que Illumidas han colonitzat altres planetes i lluiten contra aquests mentre eviten ser capturats per les persones que les busquen per la recompensa que ofereix el govern terrestre.
En aquesta sèrie s'explica perquè la nau de la primera sèrie d'anime és diferent a la del manga.
La sèrie finalitza amb la destrucció de l'Arcàdia (la nau espacial dels protagonistes) i la mort de Tochiro.